# Upper Tama
Der Upper Tama ist ein alter Kratersee im Taupō District der Region Waikato auf der Nordinsel von Neuseeland.

## Namensherkunft
Der Name des Sees, sowie der seines Nachbarsees Lower Tama, wurde nach „Tamatea“, dem Anführer des Tākitimu Waka benannt, der vor sechs Jahrhunderten das Gebiet erforschte.

## Geographie
Der Upper Tama befindet sich zwischen den Gipfeln der Vulkane Mount Ngauruhoe, rund 2,8 km nordnordöstlich und den des Mount Ruapehu, rund 11 km südsüdwestlich. Der Lower Tama liegt mit 1,45 km südsüdwestlich in der Nachbarschaft.
Auf einer Höhe von 1314 m liegend erstreckt sich der Upper Tama über eine Fläche von in etwa 32 Hektar und verfügt über eine Uferlinie von rund 2,65 km. Mit einer Ost-West-Ausrichtung misst der See eine Länge von rund 850 m und eine maximale Breite von rund 485 m in Nord-Süd-Richtung. Vertikal misst der See eine Tiefe von 10,5 m.
Gespeist wird der See von zwei Gebirgsbächen und im Frühling durch die Schneeschmelze. Ein regulärer Abfluss ist nicht vorhanden.

## Geologie
Die beiden Vulkankrater des Lower Tama und des Upper Tama zählen mit zum Kraterkomplex des Mount Ngauruhoe und sind die ältesten Krater des Vulkans. Es wird angenommen, dass der Krater des Lower Tama zwischen 215.000 und 275.000 Jahre alt ist und in dieser Zeit aktiv war. Der Krater des Upper Tama ist hingegen etwas jünger und zwischen 200.000 und 210.000 Jahre alt und war in dieser Zeit aktiv. Ihm werden 55 Eruptionen zugeordnet, die jeweils Auswurfvolumen zwischen 0,8 km³ und 1,2 km³ auswiesen. Der ältere Krater kam nur auf 10 Eruptionen mit Volumen an Auswurf in der Größenordnung zwischen 0,01 km³ und 0,05 km³.

## Wanderweg
Von der Whakapapa Village aus, die am New Zealand State Highway 48 liegt, führt der Taranaki Falls Track zu den Taranaki Falls genannten Wasserfällen. Von dort aus startet der Tama Lakes Track hinauf zu den Seen und teilt sich in einen südlichen Zweig, der in einem Abstand von 450 m westlich und 320 m südliche des Lower Tama vorbeiführt und weiter östlich bis zur Waihohonu Hut geht. Der nördliche Zweig, Upper Tama Lake Track genannt, endet auf dem Kraterrand rund 370 m vor dem See.
Von der Gabelung aus ist die geschätzt Wegzeit bis zum Lower Tama ca. 10 min und zum Upper Tama ca. 45 min. Von der Whakapapa Village bis zur Waihohonu Hut sind es rund 15,4 km mit einer Wegzeit von 5 Stunden und 45 Minuten. Da die Gabelung ungefähr auf der Hälfte der Strecke liegt, kann bis dorthin mit knapp 3 Stunden gerechnet werden.